# شهرداری شهرآباد
شهرداری شهرآباد سازمانی عمومی غیردولتی است که مسئولیت اجرایی مدیریت شهری در شهرآباد را بر عهده دارد. شهرداری شهرآباد در سال ۱۳۸۸ خورشیدی تأسیس شد. علی نجفی شهردار کنونی این شهر است.